# João Francisco Ferreira
João Francisco Ferreira GCMM (Santa Maria, 30 de novembro de 1949) é um General-de-Exército da reserva do Exército Brasileiro, que atualmente é o Diretor Geral da Itaipu Binacional.

## Carreira Militar

### Oficial
Iniciou sua carreira militar em 28 de fevereiro de 1966, ao ingressar na Escola Preparatória de Cadetes do Exército, onde terminou o curso em 1968 como 1.º colocado de sua turma. Em seguida, estudou na Academia Militar das Agulhas Negras, sendo declarado Aspirante-a-Oficial da arma de Infantaria em 16 de dezembro de 1972. Foi novamente o 1.º colocado de toda a turma da AMAN.
Sua primeira unidade foi o 7.º Batalhão de Infantaria Blindado, em sua terra natal. Em janeiro de 1976, foi transferido para o 26.º Batalhão de Infantaria Paraquedista, no Rio de Janeiro. Em 1978 cursou a Escola de Educação Física do Exército, sendo promovido a Capitão em 31 de agosto desse mesmo ano. Em seguida, permaneceu como instrutor dessa Escola.
Em 1981, realizou o curso da Escola de Aperfeiçoamento de Oficiais, sendo também o primeiro colocado de sua turma de Infantaria. Por isso, recebeu a medalha Marechal Hermes de prata com duas coroas. Após o curso, foi classificado no 63.º Batalhão de Infantaria, na cidade de Florianópolis. Em julho de 1983, foi designado para a Missão Militar Brasileira de Instrução no Paraguai. Dois anos depois, voltou ao Brasil e foi servir no 29.º Batalhão de Infantaria Blindado, em Santa Maria.

### Oficial Superior
Foi promovido a Major em 25 de dezembro de 1985. De fevereiro de 1988 a dezembro de 1989, cursou a Escola de Comando e Estado-Maior do Exército, no Rio de Janeiro. Em seguida, voltou a Santa Maria na 6.ª Brigada de Infantaria Blindada, onde ascendeu a Tenente-Coronel em 31 de agosto de 1990. Em janeiro de 1993, foi nomeado instrutor da Academia Militar das Agulhas Negras.
Em janeiro de 1995, assumiu o Comando do 8.º Batalhão de Infantaria Motorizado, em Santa Cruz do Sul-RS. Nessa fase, foi promovido a Coronel em 31 de agosto de 1995. Em janeiro de 1998, foi nomeado Oficial do Gabinete do Ministro do Exército e, em junho de 1999, Adido Militar no México.

### Oficial General
Após seu retorno ao país, saiu General-de-Brigada em 31 de março de 2002 e foi designado comandante da 8.ª Brigada de Infantaria Motorizada, situada em Pelotas-RS. Em seguida, comandou a Brigada de Infantaria Paraquedista, no Rio de Janeiro.
Promovido a General-de-Divisão em 31 de março de 2006, foi designado Vice-Chefe do Estado-Maior de Defesa do Ministério da Defesa. Entre abril de 2008 e 4 de janeiro de 2010, comandou a 6.ª Região Militar, em Salvador.
Ascendeu ao posto atual em 25 de novembro de 2010, sendo designado Comandante Militar do Oeste, em Campo Grande, cargo que exerceu de 7 de fevereiro de 2011 até 25 de abril de 2014.
Durante seu período de Comando, trabalhou pela implantação do Sistema Integrado de Monitoramento de Fronteiras (SISFRON) na área sob sua responsabilidade.
Admitido à Ordem do Mérito Militar em no grau de Cavaleiro ordinário, foi promovido a Oficial em 2001, a Comendador em 2002, a Grande-Oficial em 2006 e a Grã-Cruz em 2010.
Em 28 de março de 2014, foi transferido para a reserva remunerada, por ter atingido o tempo máximo de 12 anos nos postos de General, de acordo com a legislação em vigor. Permaneceu residindo em Campo Grande.
Em 3 de abril de 2014, foi agraciado pela Assembleia Legislativa da Bahia com o título de cidadão baiano.
Em 7 de abril de 2021, assumiu o cargo de o Diretor Geral da Itaipu Binacional, substituindo o General Joaquim Silva e Luna.